# أه هات إن تايم
 قبعة في الوقت أو (A Hat In Time) «أهات إن تايم»  بألإنجليزية هي لعبة فيدو فردية منصات و مغامرات طورها جيرز فور بريكفاست (Gears for Breakfast) بألإنجليزية على ماك ومايكروسوفت ويندوز وبلاي ستيشن 4 وإكس بوكس ون. وقد تم تطوير اللعبة باستخدام محرك أنريل إنجن 3 والممولة من خلال Kickstarter الحملة التي جمعت ضعف التبرعات خلال أول يومين. وهو مستوحى من ألعاب منصات ثلاثية الأبعاد من أواخر 1990 ووأوائل 2000 مثل سوبر ماريو 64 و Banjo-Kazooie و Psychonauts و سوبر ماريو سانشاين. تم إطلاق اللعبة عن حواسيب مايكروسوفت ويندوز وماك في تشرين الأول / أكتوبر عام 2017، ونشرت همبل بندل نسخة بلاي ستيشن 4 وإكس بوكس ون بعد شهرين

## ألأحداث
قبعة في الوقت يلي فيها طفلة القبعة، فتاة تحاول العودة إلى منزلها عن طريق سفينة الفضاء الخاصة بها. أثناء رحلتها مرت على كوكب وقد أتى عضو المافيا لجمع حصيلة لحكومة البلدة. قام رجل المافيا بفتح باب السفينة بألقوة وتركه مفتوحاً، مما تسبب في سحب طفلة القبعة (Hat Kid) وكل «قطع الوقت»، الساعات الرملية السحرية التي تولد طاقة السفينة الخاصة بها وقذفت بعيداً علي الكوكب. تهبط طفلة القبعة علي أراضي المافيا في المدينة تلتقي بفتات الشارب المحلية المشاكسة التي تكره «الأشرار». فتاة الشارب وافقت علي البحث عن قطع الوقت المفقودة في مقابل ان تساعدها طفلة القبعة في مكافحة المافيا، هزيمت أثنين من زعماء المافيا. عندما تدرك فتاة الشارب أن قطع الوقت يمكنها إرجاع الوقت هي تريد استخدامها لتصبح مسافرة عبر الزمن-بطلة خارقة، ولكن طفلة القبعة ترفض بسبب مخاطر التلاعب بألزمن. غضبت فتاة الشارب وأصبحوا اثنين من الأعداء وتنطلق إلى العثور على قطع الوقت بمفردها.
قامت طفلة القبعة بألبحث في جميع أنحاء الكوكب تبحث عن قطع الزمن وتواجه العديد من الأعداء، بما في ذلك اثنين من الطيور المتنافسة على جائزة الفيلم، روح الحقد الذي يسرق روح طفلة القبعة، ومجموعة من القرويين في الجبل المصابة بطاعون خطير، في نهاية المطاف قامت بأنشاء صداقات معهم جميعاً. في حين طفلة القبعة تقوم بألاستكشاف، تقوم فتاة الشارب باقتحام سفينتها وتسرق قطع الوقت، واستخدامها لتحويل كوكب إلى جحيم الناري حيث كلمتها هي القانون. طفلة القبعة تواجهها، ولكن فتاة الشارب تستخدم قطع الوقت لفتح الصدع الوقت وجعل نفسها قوية. وقد قاتل الأعداء بعضهم البعض لأجل مساعدتها في المعركة، في نهاية المطاف اتخاذ الاعداء قرار لتدمير أنفسهم بحيث طفلة القبعة يمكنها ان تستخدام البونس لمساعدة نفسها. طفلة القبعة تهزم أخيرا فتاه الشارب وتستخدم القطع الوقت لاستعادة الكوكب إلى وضعه الطبيعي وإحياء جميع أولئك الذين قتلوا. على الرغم من خصومها السابقين حزانى لرؤيتها ترحل، طفلة القبعة تستعيد قطع الوقت إلى خزنتها وتستأنف رحلتها إلي المنزل

## اللعب
قبعة في الوقت هي لعبة منصات ومغامرات والمنصوص عليها في بيئة مفتوحة ولعب من منظور الشخص ثالث. وقد وصفت هذه الطريقة للعب من قبل العديد من المحررين أن تكون مشابهة لمنهج لنينتندو 64 مثل سوبر ماريو 64 وبانجو كازوي. اللاعب يمكنه السفر بين أربعة مستويات مفتوحة، والتي يمكن استكشافها بحرية دون حدود زمنية. يمكن للاعب جمع العناصر المختلفة وحل الألغاز وواستخدام مظلة لمحاربة الأعداء. والهدف الأساسي هو جمع «قطع الوقت» الـ40 والتي يمكن العثور عليها في اللعبة، والتي تفتح مستويات إضافية كما يتم جمع أكثر من ذلك. بعد أن تهزم عدو، فإن العدو يسقط «بونس»، العملة التي يمكن استخدامها لفتح تحديات إضافية وشراء شارات التي تزيد قدرات طفلة القبعة. يمكن للاعب جمع كرات الغزل في كل مستوى، والتي يمكن خياطتها لصنع قبعات جديدة لللارتداء. كل قبعة تمنح طفلة القبعة قدرة مختلفة، مثل عدو أسرع أو تختمر الجرع المتفجرة. وتشمل المقتنيات الأخرى «ريليك»، والتي يمكن استخدامها لفتح مستويات المكافأة «صضع زمني»، و «عملات الصضع»، والتي يمكن ان تبادلها في آلة المكافأت وتعطيك أشياء مثل ريميكسس جديد الموسيقى وصبغ الملابس والشعر وأشياء إضافية. الإجراءات الأولية التي اتخذت في وقت سابق من اللعبة يكون لها تأثير على مستويات في وقت لاحق يتم أعادة زيارة المنطقة عدة مرات قبل انتهاء اللعبة..

## التطوير
بدأت الفكرة الأولية لـ هات أن تايم من قبل مدير جوناس كايرليف، الذي أطلق المشروع كرد على شعوره من النقص المستمر في المنصات ثلاثية الابعاد، وضعت خصيصا من قبل نينتندو. في مقابلة مع Polygon، كشف كايرليف أنه وجيرز فور بريكفاست في البداية لم يكن يتوقع نجاح كيك ستارتر A قبعة في الوقت الذي تلقى في نهاية المطاف.
وخلص كايرليف إلى أنه لن يكون هناك الكثير من الطلب على اللعبة بسبب تأثير دونكي كونج 64 على هذا النوع، الذي اعتبره مغرقاً اللاعب مع الكثير من جمع الأسياء. بدأ تطوير اللعبة في أغسطس 2012 وتم التخطيط لإصدارها في الربع الثاني من عام 2013 ولكن تم تأجيلها بشكل كبير. في بداية التطوير، كان كايرليف المطور الوحيد للعبة ولكن مع مرور الوقت تطور التطور إلى جيرز فور بريكفاست، وهو فريق يمتد على أربعة بلدان ومتطوع بالكامل. تجاوزت اللعبة من خلال حملة Kickstarter الهدف الأولي وهو 30,000 دولار مع إجمالي نهائي قدره 296,360 دولارًا. في يوليو 2013، تم الإعلان عن أن اللعبة أخذت الضوء الأخضر لإطلاقها عبر ستيم. ساهم العديد من الملحنين الضيوف بالمسارات إلى اللعبة، بما في ذلك Grant Kirkhope.
يلعب شخصية يوتوب يوناثان جعفري (المعروف باسم «جوتيرون») دورًا صوتيًا صغيرًا في اللعبة وهو بوم الاستقبال. تم إرفاق جعفري بالمشروع منذ عام 2014 على الأقل. تمت إزالة دوره السابق في اللعبة المستقلة يوكا-لايلي ردًا على التعليقات العنصرية التي أدلى بها خلال البث المباشر غير المرتبط في عام 2017. جيرز فور بريكفاست قررت الحفاظ على دور جعفري في اللعبة أحيت ردود فعل مختلطة على وسائل الاعلام الاجتماعية.

## الاستقبال
تلقت أهات إن تايم مراجعات «مواتية عموما» من النقاد، وفقا لمجموع الاستعراض في ميتاكريتيك.
أعطى كريس كارتر من Destructoid للعبة 8.5 من 10 ووصفها بأنها «جهد مثير للإعجاب مع بعض المشاكل الملحوظة التي تعيقها». صنف دومينيك تاراسون من PC Gamer للعبة 86/100 قائلاً: «نضع بعض العلامات جانباً، أهات إن تايم هي إبداع مبتكر ممتع ولطيف لنوع لا يحصل على ما يكفيه من الحب على الكمبيوتر الشخصي» «ياهتزي» Croshaw of The Escapist إيجابيًا جدًا في اللعبة، واعتبرها ثاني أفضل لعبة لعام 2017

### المبيعات
بعد أسبوعين من صدورها، قبعة في الوقت باعت 50,000 نسخة. في بداية عام 2018، بعد أن كانت اللعبة قد صدرت على صناديق الألعاب، ارتفع هذا العدد إلى أكثر من 150,000.

## وصلات خارجية
- أه هات إن تايم على موقع IMDb (الإنجليزية)
- الموقع الرسمي